# Got Me Started Tour
Tini – Got Me Started Tour – pierwsza solowa trasa Martiny Stoessel, która obejmowała Europę i Amerykę Południową. Podczas trasy Tini wykonała piosenki ze swojej debiutanckiej płyty – Tini (album), jak również utwory z serialu Violetta oraz covery piosenek innych artystów. W Polsce planowane były trzy koncerty, jednak odbyły się tylko dwa: 3 kwietnia 2017 w Krakowie i 6 kwietnia 2017 w Łodzi. Koncert z Gdańska, który miał się odbyć 5 kwietnia został odwołany oraz koncerty we Francji w miastach: Lille, Strasburg, Montpellier oraz Lyon  zostały odwołane z powodu problemów logistycznych i technicznych.

## Support
- New Hope Club (Niemcy)
- Greta Menchi (Włochy)
- Mike Singer (Niemcy)

## Setlista[4]
| Hiszpania |
| --- |
| 1. Ya No Hay Nadie Que Nos Pare 2. Don't Cry For Me 3. Finders Keepers 4. Si Tú Te Vas 5. Sigo Adelante 6. Veo Veo (z serialu Violetta) 7. Te Creo (z serialu Violetta) 8. Como Quieres (z serialu Violetta) 9. Crecimos Juntos (z serialu Violetta) 10. Ser Mejor (akustycznie) (z serialu Violetta) 11. Se Escapa Tu Amor (akustycznie) (z filmu Tini. Nowe życie Violetty) 12. Yo Te Amo A Ti (z filmu Tini. Nowe życie Violetty) 13. Lo Que Tu Alma Escribe 14. Libre Soy (z filmu Kraina Lodu) 15. Hoy Somos Más (z serialu Violetta) 16. All You Gotta Do 17. Sorry (piosenka Justina Biebera) 18. Crazy In Love – taniec (piosenka Beyonce) 19. Confía En Mí (z filmu Tini. Nowe życie Violetty) 20. En Mi Mundo (z serialu Violetta) 21. Great Escape 22. Siempre Brillarás (z filmu Tini. Nowe życie Violetty) |

| Europa |
| --- |
| 1. Got Me Started Tour 2. Don't Cry For Me 3. Finders Keepers 4. Si Tú Te Vas 5. Sigo Adelante 6. Veo Veo (z serialu Violetta) 7. Te Creo (z serialu Violetta) 8. Como Quieres (z serialu Violetta) 9. Crecimos Juntos (z serialu Violetta) 10. Ser Mejor (akustycznie) (z serialu Violetta) 11. Se Escapa Tu Amor (akustycznie) (z filmu Tini. Nowe życie Violetty) 12. Yo Te Amo A Ti (z filmu Tini. Nowe życie Violetty) 13. Lo Que Tu Alma Escribe 14. Libre Soy (z filmu Kraina Lodu) 15. Hoy Somos Más (z serialu Violetta) 16. All You Gotta Do 17. Sorry (piosenka Justina Biebera) 18. Crazy In Love – taniec (piosenka Beyonce) 19. Confía En Mí (z filmu Tini. Nowe życie Violetty) 20. En Mi Mundo (z serialu Violetta) 21. Great Escape 22. Siempre Brillarás (z filmu Tini. Nowe życie Violetty) |

| Włochy |
| --- |
| 1. Got Me Started Tour 2. Don't Cry For Me 3. Finders Keepers 4. Si Tú Te Vas 5. Sigo Adelante 6. Veo Veo (z serialu Violetta) 7. Te Creo (z serialu Violetta) 8. Como Quieres (z serialu Violetta) 9. Crecimos Juntos (z serialu Violetta) 10. Ser Mejor (akustycznie) (z serialu Violetta) 11. Se Escapa Tu Amor (akustycznie) (z filmu Tini. Nowe życie Violetty) 12. Yo Te Amo A Ti (z filmu Tini. Nowe życie Violetty) 13. Lo Que Tu Alma Escribe 14. All'Alba Sorgero (z filmu Kraina Lodu) 15. Hoy Somos Más (z serialu Violetta) 16. All You Gotta Do 17. Sorry (piosenka Justina Biebera) 18. Crazy In Love – taniec (piosenka Beyonce) 19. Confía En Mí (z filmu Tini. Nowe życie Violetty) 20. Nel Mio Mondo (z serialu Violetta) 21. Great Escape 22. Siempre Brillarás (z filmu Tini. Nowe życie Violetty) |

| Argentyna |
| --- |
| 1. Confía En Mí (z filmu Tini. Nowe życie Violetty) 2. Don't Cry For Me 3. Finders Keepers 4. Si Tú Te Vas 5. Sigo Adelante 6. Veo Veo (z serialu Violetta) 7. Te Creo (z serialu Violetta) 8. Como Quieres (z serialu Violetta) 9. Crecimos Juntos (z serialu Violetta) 10. Ser Mejor (akustycznie) (z serialu Violetta) 11. Se Escapa Tu Amor (akustycznie) (z filmu Tini. Nowe życie Violetty) 12. Yo Te Amo A Ti (z filmu Tini. Nowe życie Violetty) 13. Lo Que Tu Alma Escribe 14. Libre Soy (z filmu Kraina Lodu) 15. All You Gotta Do 16. Sorry (piosenka Justina Biebera) 17. Crazy In Love – taniec (piosenka Beyonce) 18. Ya No Hay Nadie Que Nos Pare 19. Traicionera (piosenka Sebastiána Yatra) 20. En Mi Mundo (z serialu Violetta) 21. Great Escape 22. Siempre Brillarás (z filmu Tini. Nowe życie Violetty) |

| Brazylia – Peru – Chile |
| --- |
| 1. Confía En Mí (z filmu Tini. Nowe życie Violetty) 2. Don't Cry For Me 3. Finders Keepers 4. Si Tú Te Vas 5. Sigo Adelante 6. Veo Veo (z serialu Violetta) 7. Te Creo (z serialu Violetta) 8. Como Quieres (z serialu Violetta) 9. Cresimos Juntos (z serialu Violetta) 10. Ser Mejor (akustycznie) (z serialu Violetta) 11. Se Escapa Tu Amor (akustycznie) (z filmu Tini. Nowe życie Violetty) 12. Yo Te Amo A Ti (z filmu Tini. Nowe życie Violetty) 13. Handwritten 14. All'alba Sorgerò (z filmu Kraina Lodu) 15. All You Gotta Do 16. Sorry (piosenka Justina Biebera) 17. Crazy In Love – taniec (piosenka Beyonce) 18. Ya No Hay Nadie Que Nos Pare 19. En Mi Mundo (z serialu Violetta) 20. Great Escape 21. Siempre Brillarás (z filmu Tini. Nowe życie Violetty) |

## Koncerty
| Data                 | Miasto        | Kraj       | Miejsce                                |
| -------------------- | ------------- | ---------- | -------------------------------------- |
| Europa               |               |            |                                        |
| 18 marca 2017        | Madryt        | Hiszpania  | Palacio Vistalegre                     |
| 25 marca 2017        | Stuttgart     | Niemcy     | Hanns-Martin Arena                     |
| 26 marca 2017        | Stuttgart     | Niemcy     | Hanns-Martin Arena                     |
| 28 marca 2017        | Mediolan      | Włochy     | Mediolanum Forum                       |
| 30 marca 2017        | Rzym          | Włochy     | PalaLottomatica                        |
| 2 kwietnia 2017      | Budapeszt     | Węgry      | Budapest Arena                         |
| 3 kwietnia 2017      | Kraków        | Polska     | Tauron Arena                           |
| 6 kwietnia 2017      | Łódź          | Polska     | Atlas Arena                            |
| 9 kwietnia 2017      | Wiedeń        | Austria    | Stadthalle                             |
| 11 kwietnia 2017     | Monachium     | Niemcy     | Olympiahalle                           |
| 12 kwietnia 2017     | Zurych        | Szwajcaria | Hallenstadion                          |
| 16 kwietnia 2017     | Kolonia       | Niemcy     | Lanxess Arena                          |
| 17 kwietnia 2017     | Hamburg       | Niemcy     | Barclaycard Arena                      |
| 18 kwietnia 2017     | Berlin        | Niemcy     | Mercedes-Benz Arena                    |
| 20 kwietnia 2017     | Oberhausen    | Niemcy     | König Pilsener Arena                   |
| 21 kwietnia 2017     | Oberhausen    | Niemcy     | König Pilsener Arena                   |
| 23 kwietnia 2017     | Paryż         | Francja    | Zenith de Paris                        |
| 3 maja 2017          | Bruksela      | Belgia     | Palais 12                              |
| 6 maja 2017          | Frankfurt     | Niemcy     | Festhalle                              |
| Ameryka Łacińska     |               |            |                                        |
| 30 czerwca 2017      | Buenos Aires  | Argentyna  | Teatro Gran Rex                        |
| 1 lipca 2017         | Buenos Aires  | Argentyna  | Teatro Gran Rex                        |
| 15 lipca 2017        | São Paulo     | Brazylia   | Citibank Hall                          |
| 8 września 2017      | Lima          | Peru       | Anfiteatro del Parque de la Exposición |
| 10 września 2017     | Santiago      | Chile      | Movistar Arena                         |
| 14 października 2017 | Buenos Aires  | Argentyna  | Teatro Gran Rex                        |
| 21 października 2017 | Córdoba       | Argentyna  | Plaza de la Música                     |
| 15 stycznia 2018     | Mar del Plata | Argentyna  | Parque Camet                           |

## Odwołane koncerty
| Data             | Miasto       | Kraj     | Miejsce                   | Powód                                                            |
| ---------------- | ------------ | -------- | ------------------------- | ---------------------------------------------------------------- |
| 5 kwietnia 2017  | Gdańsk       | Polska   | Ergo Arena                | Koncerty zostały odwołane z powodów logistycznych i technicznych |
| 21 kwietnia 2017 | Lille        | Francja  | Zénith de Lille           | Koncerty zostały odwołane z powodów logistycznych i technicznych |
| 26 kwietnia 2017 | Strasburg    | Francja  | Zénith de Strasbourg      | Koncerty zostały odwołane z powodów logistycznych i technicznych |
| 28 kwietnia 2017 | Montpellier  | Francja  | Le Zénith Sud             | Koncerty zostały odwołane z powodów logistycznych i technicznych |
| 29 kwietnia 2017 | Lyon         | Francja  | Halle Tony Garnier        | Koncerty zostały odwołane z powodów logistycznych i technicznych |
| 21 września 2017 | Bogota       | Kolumbia | El Dromo                  | Koncerty zostały odwołane z powodów logistycznych i technicznych |
| 23 września 2017 | Barranquilla | Kolumbia | Club Campestre del Caribe | Koncerty zostały odwołane z powodów logistycznych i technicznych |